# 豪文氏擬鮗
豪文氏擬鮗，為鱸形目鱸亞目擬雀鯛科的其中一種，分布於中西太平洋澳洲及新喀里多尼亞海域，深度20-25公尺，體長可達2.8公分，為熱帶海水魚，棲息在珊瑚礁區，生活習性不明。

## 擴展閱讀
維基物種上的相關：豪文氏擬鮗